# Tom in Jerry med pirati
Tom in Jerry med pirati je animiran pustolovski komedijski film iz leta 2006, ki ga je režiral Christopher Painter in temelji na mačku Tomu in mišku Jerrjyu. Napisal ga je Christopher Painter. Na DVD-ju je bil izdan 22. avgusta 2006. Kasneje je bil 12. marca 2013 ponovno izdan na Blu-ray. Film govori o Tomu in Jerryju, ko poskušata najti zaklad, zasleduje pa ju skupina piratov.

## Vsebina
Zgodba se začne na oceanu, kjer divja močna nevihta. Skupina rdečih piratov pluje na njihovi ladji in Rdeči gusar Ron, ki govori v jeziku, ki ga razume le njegov papiga Stan, opozori svoje pirate, naj spustijo jadra. Medtem Tom, ki je prav tako na strani rdečega pirata Rona, in Jerry, ki ni na nobeni strani, potujeta na krovu iste piratske ladje. Tom zaradi zabušavanja zaide v težave in ga vrže po ladji. Tom se nato razjezi na Jerryja, saj misli, da je vse njegova krivda, in ga lovi, Jerry pa na koncu Toma izstreli v topu. Kmalu se razkrije, da Ron išče "izgubljeni zaklad španske grive" in po naključju val odnese zemljevid do zaklada na krovu. Tom skrije zemljevid, a ga duh kapitana španske Grive, Don Diega de Clippershearsa, opozori, da se bo začelo prekletstvo, če zemljevida do sončnega zahoda ne vrnejo v steklenico. Vendar pa steklenico odnese z ladje, zaradi česar Tom nima možnosti, da bi se izognil prekletstvu.  
V nekem trenutku Tom in Jerry pobegneta pred ogromnim lignjem, ki ga ustrelita s topom. Tom ustreli Jerryja z Ronove ladje in na drugo ladjo, ki ji poveljuje Ronov brat, Modri pirat Bob, ki prav tako govori s pomočjo svoje papige Betty. Jerry jim pove o zemljevidu, da ga ne bi pojedel Spike, in jih opozori na Ronovo ladjo. Bobovi ekipi uspe ukrasti zemljevid, vendar ga Ron dobi nazaj in napade bratovo ladjo. Ronova posadka proslavi, vendar jih Jerry ustavi tako, da zgrabi steklenico zaklada z ladje in pojasni, zakaj je Tom izgubil steklenico zaklada.   
Sonce zaide, pojavi se duh in začne prekletstvo, ko je posadka okostnjakov piratov poklicana. Ronova posadka zapusti ladjo in njihov reševalni čoln pristane na vrhu velikanskega lignja, s katerim sta se prej spopadla Tom in Jerry. Ker mu ni povedal za prekletstvo (ne zaveda se, da ne more govoriti), Ron prisili Toma, da vesla. Ko se končno približata otoku Yo Ho, Tom zapusti pirate in odvesla na veslo, Jerry pa mu sledi.
Ko prispeta, se Tom in Jerry skregata, kdo naj obdrži zemljevid. Toda ko Tom pade v živi pesek, ga Jerry reši. Oba se odločita nehati prepirati, tako da skupaj najdeta zaklad. Kmalu srečata vijoličastega Pirate Paula, Ronovega in Bobovega brata, ter njegovega papiga Chucka. Paul, ki vodi posadko opic in dejansko zna govoriti s pravimi besedami (medtem ko Chuck ne more), mu pove, kako so trije delali zemljevide zakladov, ko so bili majhni na krovu zelene gusarske ladje svoje matere, a ko so se sprli zaradi zemljevida o Španski grivi, je njihova mama vzela vse njihove zemljevide, jih zaprla v steklenice in vrgla v morje. Ker je Paul videl več zemljevidev kot njegovi bratje, se je s čolnom odpeljal na otok, da bi poiskal zaklad, in tam ostal naslednjih 40 let. Nato prispejo Ron in njegova ekipa ter se ponovno združijo s Paulom, ki vztraja, da ga kličejo »Barnacle Paul« in ne vijoličasti Pirate Paul, kar Tomu in Jerryju omogoči pobeg. 
Tom in Jerry pobegneta piratom in opicam ter dosežeta Don Diegov grob, kjer je zaklad. Don Diegov duh pojasnjuje, da morajo za vstop premagati skrbnika grobnice: velikanskega kamnitega piščanca. Uspe jima ga premagati in pridobiti kamnito jajce, ki je ključ za odklepanje vhoda v grobnico, čeprav Tom prekine njuno zavezništvo, ker ga Jerry uporablja kot živo vabo. Ker vhodna ključavnica spominja na ponev, oba rešita uganko tako, da razbijeta jajce in ga položita na kamnito ponev. Po tavanju skozi številne pasti in preizkušnje (vključno z drobljenjem stebrov in igro spomina) prideta do jame, v kateri je zaklad. Don Diego nagovarja Jerryja, naj ga vzame, toda Jerry začne sumiti. Izkazalo se je, da ima prav, ko opazi, da mora najprej opraviti s skrbnikom zaklada. Tom odhiti v notranjost in je šokiran, ko opazi istega orjaškega lignja. Ko prepozna Toma, zavpije od strahu, zaradi česar nanj pade kapnik in ga zdrobi. Tom in Jerry pobereta nekaj zaklada in se odpravita ven iz jame. Ko zapustita grobnico, se Ron, Paul in Bob (potem ko so odpustili svoje papige) začnejo prepirati za zaklad. Jerry izkoristi to priložnost, da jo pretihotapi na Bobovo ladjo, ki je bila v celoti popravljena, in dvigne sidro, zaradi česar ladja začne zapuščati otok. Tom in Spike se odpravita za Jerryjem tako, da poletita na ladjo iz drevesa, na krovu pa Jerry da Spikeu zlato kost. Trije poveljujejo ladji, ko ta odpluje z otoka, zaradi česar so pirati ogorčeni.
Na koncu postane Jerry kapitan, pri čemer Spike postane krmar, Tom čistilec palube (kot kazen, ker je z usti pomotoma pristal na Spikovi zlati kosti); Stan, Betty in Chuck se pridružijo Jerryjevi posadki; medtem pa nasedli pirati bežijo pred kamnitim piščancem, ki se je nekako znova sestavil skupaj. 

## Vloge
- William Hanna – Tom in Jerry
- Kevin Michael Richardson – Rdeči pirat Ron, modri pirat Bob in vijolični papiga Chuck
- Kathy Najimy – Modra papiga Betty
- Charles Nelson Reilly – Rdeča papiga Stan
- Wallace Shawn – Vijoličasti pirat "Barnacle" Paul in pripovedovalec
- Mark Hamill – duh Don Diega de Clippershearsa
- Dan Castellaneta – dodatni glasovi

## Kritike
David Cornelious iz DVD Talk je filmu dal pozitivno oceno, ter zapisal, da "je v filmu dovolj smeha, da ga priporočajo tako družinam kot oboževalcem."